# Эквадор на летних Олимпийских играх 1984
Эквадор принимал участие в Летних Олимпийских играх 1984 года в Лос-Анджелесе (США) в шестой раз за свою историю, но не завоевал ни одной медали. Сборную страны представляли 11 участников, из которых 1 женщина.